# Dinamarca en los Juegos Olímpicos de Turín 2006
Dinamarca estuvo representada en los Juegos Olímpicos de Turín 2006 por un total de cuatro deportistas que compitieron en un deporte: curling.  
La portadora de la bandera en la ceremonia de apertura fue la jugadora de curling Dorthe Holm. El equipo olímpico danés no obtuvo ninguna medalla en estos Juegos.